# Домінік Дейл
Доміні́к Де́йл (англ. Dominic Dale) нар.29 грудня 1971) - валлійський професіональний гравець у снукер.

## Біографія та кар'єра
Народився в місті Ковентрі, але потім переїхав зі своєю родиною до Пенарту, Уельс. У віці дев'ятнадцяти років виграв національну першість серед аматорів, а трохи пізніше став фіналістом аматорського чемпіонату світу, де програв Ноппадону Ноппачорну - 9-11. Після цих успіхів його запросили до Мейн-туру, де він і розпочав свою професійну кар'єру.
Перший рейтинговий титул підкорився валлійцю у 1997 році. Тоді він сенсаційно виграв третій за важливістю турнір - Гран-прі. На шляху до перемоги він обіграв таких грандів снукеру, як Стів Девіс та Джиммі Вайт. У фіналі він із рахунком 9-6 переграв майбутнього чемпіона світу, Джона Гіггінса.
Ще через два роки Дейл допоміг валлійській збірній одержати перемогу над Шотландією у Nations Cup. А у сезоні 1999/2000 він зумів дійти до стадії 1/2 на Thailand Masters і потрапив до чвертьфіналу чемпіонату світу.
Але потім довгий час Домінік не показував видатних результатів і до 2006 року опустився до сорокового рядка в світовому рейтингу. Єдиним його досягненням за цей період став вихід у фінал Benson & Hedges Championship.
«Відродився» валлієць на Шанхай Мастерс 2007. Тоді йому знову вдалося залишити не при справах найсильніших гравців світу. У фіналі йому протистояв його товариш, Раян Дей. Початок Домінік явно провалив і після першої сесії поступався суперникові, 2-6. Але потім його гра немов перевтілилася - Дейл взяв вісім партій поспіль. Він переміг і, таким чином, став всього двадцять четвертим гравцем за всю історію снукеру, якому вдалося виграти більше одного рейтингового турніру.
У сезоні 2010/11 Дейл став переможцем 6-го етапу турніру серії РТС, перегравши у фіналі Мартіна Гулда з рахунком 4-3.
У 2014 році Дейл виграв турнір Snooker Shoot Out у Блекпулі, обігравши на шляху до фіналу Баррі Гокінса і Марка Аллена, а в фіналі - Стюарта Бінгема. У цьому самому році вдруге досягає чвертьфіналу чемпіонату світу, де програє Баррі Гокінсу 12-13.
Вийшов до півфіналу Paul Hunter Classic 2016 року, де поступився Марку Селбі 2-4.

## Особисте життя
Екстравагантна особистість Дейла, стиль одягу та часті зміни кольору зачіски роблять його одним із найяскравіших гравців у професійному турі. У ранні роки він носив білий костюм з різнокольоровими сорочками, за що, власне, й отримав нікнейм "Космонавт".
Домінік захоплюється історією снукеру, колекціонує старовинні годинники  і є шанувальником оперного співу та співаком-аматором. Після своєї півфінальної перемоги на Шанхай Мастерс 2007 він заспівав "My Way" на післяматчевій конференції. Так само він відсвяткував і перемогу на Snooker Shoot Out 2014 року.
У грудні 2007 року Дейл переїхав до Відня зі своєю тодішньою дівчиною. Його форма занепала після цього переїзду, який він пояснив відсутністю професійного партнера по навчанню у Відні, і він повернувся жити до Великої Британії через чотири роки, хоча затримався там лише на рік. Зараз він живе в Берліні (Німеччина) зі своєю нареченою Сінді. Він наполегливо практикується в Берлінському клубі снукеру, де має безліч хороших партнерів.
Нині (на червень 2021 року) поєднує професійну гру з роботою коментатора і анонсера матчів на телеканалі BBC.

## Досягнення в кар'єрі

### Рейтингові турніри
- Гран-прі - 1997
- Шанхай Мастерс - 2007
- Players Tour Championship 2010/2011 - Етап 6 - 2010

### Інші турніри
- Malay Masters - 1995
- Nations Cup (в складі команди Уельсу) - 1999
- Snooker Shoot Out - 2014